# Silene dichotoma
Silene dichotoma là loài thực vật có hoa thuộc họ Cẩm chướng. Loài này được Ehrh. miêu tả khoa học đầu tiên năm 1792.